# Nikita Chubov
Nikita Georgievič Chubov (in russo Ники́та Гео́ргиевич Ху́бов?; Mosca, 25 aprile 1936 – Mosca, 25 novembre 2018) è stato un regista sovietico.

## Filmografia parziale

### Regista
- Menjaju sobaku na parovoz (1975)
- Predatel'nica (1977)